# Jugoslavija na Poletnih olimpijskih igrah 1988
Socialistično federativno republiko Jugoslavijo je na Poletnih olimpijskih igrah 1988 v Seulu zastopalo sto petinpetdeset športnikov v osemnajstih športih. Osvojili so tri zlate, štiri srebrne in pet bronastih medalj. To je bil zadnji nastop Jugoslavije na Poletnih olimpijskih igrah.

## Medalje
| Medalja | Tekmovalec | Šport         | Disciplina                    |
| ------- | --- | ------------- | ----------------------------- |
| 1       | Goran Maksimović | Streljanje    | Moški zračna puška            |
| 1       | Jasna Šekarić | Streljanje    | Ženske zračna pištola         |
| 1       | Dragan Andrić Mislav Bezmalinović Perica Bukić Veselin Đuho Igor Gočanin Deni Lušić Igor Milanović Tomislav Paškvalin Renco Posinković Goran Rađenović Dubravko Šimenc Aleksandar Šoštar Mirko Vičević                   | Vaterpolo     | Moški ekipno                  |
| 2       | Šaban Trstena | Rokoborba     | Moški prosto mušja kategorija |
| 2       | Ilie Lupulesku Zoran Primorac | Namizni tenis | Moške dvojice                 |
| 2       | Anđelija Arbutina Vesna Bajkuša Polona Dornik Slađana Golić Kornelija Kvesić Mara Lakić Žana Lelas Bojana Milošević Razija Mujanović Danira Nakić Stojna Vangelovska Eleonora Wild                                       | Košarka       | Ženske ekipno                 |
| 2       | Franjo Arapović Zoran Čutura Danko Cvjetičanin Vlade Divac Toni Kukoč Željko Obradović Žarko Paspalj Dražen Petrović Dino Rađa Zdravko Radulović Stojko Vranković Jurij Zdovc                                            | Košarka       | Moški ekipno                  |
| 3       | Damir Škaro | Boks          | Moška poltežka kategorija     |
| 3       | Sadik Mujkić Bojan Prešeren | Veslanje      | Moški dvojec brez krmarja     |
| 3       | Jasna Šekarić | Streljanje    | Ženske športna pištola        |
| 3       | Gordana Perkučin Jasna Fazlić | Namizni tenis | Ženske dvojice                |
| 3       | Mirko Bašić Jožef Holpert Boris Jarak Slobodan Kuzmanovski Muhamed Memić Alvaro Načinović Goran Perkovac Zlatko Portner Iztok Puc Rolando Pušnik Momir Rnić Zlatko Saračević Irfan Smajlagić Ermin Velić Veselin Vujović | Rokomet       | Moški ekipno                  |